# Daniel Levy
Daniel Levy, född 8 februari 1962 i Essex, är en engelsk affärsman och sedan 2001 ordförande i Premier League-laget Tottenham Hotspur.
Levy är verkställande direktör för ENIC International Ltd - ett investmentbolag med inriktning på sport underhållning och media. Levy ersatte Alan Sugar som ordförande i Tottenham i februari 2001 efter ENIC köpte en majoritetsandel i klubben. Levy var tidigare styrelseledamot i den skotska fotbollsklubben Rangers, där ENIC ägde en betydande andel. ENIC har tidigare haft andelar i andra europeiska fotbollsklubbar som AEK Aten, Slavia Prag och Vicenza Calcio samt företag utanför fotbollsvärden som Warner Bros. och HP-dotterbolaget Autonomy.